# Kenneth Case
Kenneth Myron Case (né le 23 septembre 1923 à New York, mort le 1er février 2006 à La Jolla) est un mathématicien et physicien américain connu pour ses travaux en physique mathématique.

## Biographie
Encore étudiant, Kenneth Case travaille pour le projet Manhattan au LANL à partir de 1943. À la fin de la guerre il retrouve l'université Harvard où il avait commencé ses études en 1941 et où il obtient son PhD en 1948 sous la direction de Julian Schwinger.
En 1948 il entre à l'Institute for Advanced Study comme chercheur postdoctoral. Il publiera en 1951 l'un de ses résultats majeurs sur la résolution analytique de l'équation de Boltzmann obtenus à cette période.
Après un court passage à l'université de Rochester comme chercheur postdoctoral de 1950 à 1951 il entre à l'université du Michigan d'abord dans le département de chimie puis celui de physique. Il y restera jusqu'en 1969. Il publie durant cette période un second résultat important en physique particulaire.
Entré à l'université Rockefeller en 1969, et jusqu'à sa retraite en 1988, il se tourne vers la physique mathématique, en particulier en mécanique des fluides.
Il fait partie du comité Jason à partir de 1961.

## Distinctions
- Fellow de la Société américaine de physique, 1959.
- Membre de l'Académie nationale des sciences, 1975[4].

## Ouvrages
- (en) Kenneth M. Case, F. De Hoffmann et G. Placzek, Introduction to the theory of neutron diffusion, Los Alamos Scientific Laboratory, 1954
- (en) Kenneth M. Case et Paul Frederick Zweifel, Linear transport theory, Addison-Wesley, 1967